# Валнерис, Гунтис
Гу́нтис Янович Ва́лнерис (латыш. Guntis Valneris; род. 6 сентября 1967, Рига) — советский и латвийский шашист. Чемпион мира по международным шашкам 1994 года. Двукратный чемпион Европы (1992, 2008). Двукратный чемпион мира по молниеносной игре в международные шашки (1999, 2007). Трёхкратный чемпион мира среди юниоров (1984—1986). Многократный чемпион Латвии.

## Спортивная карьера
Начал играть в шашки в десятилетнем возрасте. Первым его тренером был Виктор Адамович. Уже в 11 лет Гунтис становится чемпионом Латвии по русским шашкам среди юношей в возрастной категории до 18 лет, в 13 лет чемпионом Латвии среди взрослых и чемпионом СССР среди юношей, победив в том числе и Александра Шварцмана.
В 1982 году Валнерис переходит в международные шашки, его новым тренером становится Эммануил Меринс. Под руководством этого тренера он трижды подряд (1984—1986) выигрывает чемпионат мира среди юношей. В 1985 году он впервые стал чемпионом Латвии среди взрослых на стоклеточной доске. В 1987 году поделил первое место на чемпионате СССР, в итоге перестрелочного турнира остался вторым.
В 1987 году Валнерис впервые участвует в чемпионате Европы, а в 1988 году в чемпионате мира среди взрослых. В 1990 году он делит второе место на чемпионате мира с Тоном Сейбрандсом и, после отказа нидерландского гроссмейстера от переигровки за серебряную медаль, получает право на матч с чемпионом мира Алексеем Чижовым в 1991 году. Матч, проходивший в Таллине, закончился разгромом: Чижов выиграл шесть партий, не проиграв ни одной.
Однако Валнерис находит в себе силы вернуться в борьбу. Он выигрывает чемпионат Европы 1992 года в Партене (Франция), а в 1994 году в Гааге завоёвывает мировую шашечную корону. Правда, на следующий год с титулом приходится расстаться: Чижов снова оказался сильней в матче. После четырёх основных сетов счёт был равный, но дополнительный сет Чижов сумел выиграть вчистую.
В дальнейшем Валнерис неоднократно становился призёром первенств Европы и мира, а в 2003 году даже поделил первое место на чемпионате мира, но проиграл в перестрелочном турнире с Александром Георгиевым и Чижовым. В 2008 году ему вторично покорилось звание чемпиона Европы. Кроме того, в 1999 и 2007 годах он дважды становился чемпионом мира по молниеносной игре. В 2005 году он также стал призёром командного чемпионата мира в составе сборной Латвии.

## Статистика выступлений на чемпионатах мира и Европы
| Год  | Уровень | Место проведения | Турнир/Матч       | Результат            | Место            |
| ---- | ------- | ---------------- | ----------------- | -------------------- | ---------------- |
| 1987 | ЧЕ      | Москва           | Турнир            | +6 =5 −2             | 6                |
| 1988 | ЧМ      | Парамарибо       | Турнир            | +7 =11 −1            | 5                |
| 1990 | ЧМ      | Гронинген        | Турнир            | +8 =11 −0            | 2-3              |
| 1991 | ЧМ      | Таллин           | Матч с А.Чижовым  | +0 =10 −6            | 2                |
| 1992 | ЧЕ      | Партене          | Турнир            | +10 =9 −0            | 1                |
| 1992 | ЧМ      | Тулон            | Турнир            | +9 =11 −3            | 7-8              |
| 1994 | ЧМ      | Гаага            | Турнир            | +8 =11 −0            | 1                |
| 1995 | ЧМ      | Якутск           | Матч с А.Чижовым  | +2 −3 по сетам       | 2                |
| 1995 | ЧЕ      | Люблинец         | Турнир            | +11 =8 −0            | 2                |
| 1996 | ЧМ      | Абиджан          | Турнир            | +3 =7 −1             | 5                |
| 1999 | ЧЕ      | Хогезанд         | Турнир            | +7 =8 −0             | 3                |
| 2000 | ЧМ      | Москва           | Турнир            | +5 =11 −0            | 2                |
| 2002 | ЧЕ      | Домбург          | Турнир (плей-офф) |                      | 4                |
| 2003 | ЧМ      | Звартслёйс       | Турнир            | +7 =11 −1            | 3                |
| 2005 | ЧМ      | Амстердам        | Турнир            | +3 =8 −0             | 2                |
| 2006 | ЧЕ      | Бовец            | Турнир (швейц.)   | +4 =6 −0             | 3                |
| 2007 | ЧМ      | Харденберг       | Турнир            | +2 =15 −2            | 13               |
| 2008 | ЧЕ      | Таллин           | Турнир (швейц.)   | +4 =5 −0             | 1                |
| 2011 | ЧМ      | Эммелорд / Урк   | Турнир            | +3 =16 −0            | 5                |
| 2012 | ЧЕ      | Эммен            | Турнир (швейц.)   | +3 =6 -0             | 2                |
| 2016 | ЧЕ      | Измир            | Турнир (швейц.)   | +1 =8 -0             | 9                |
| 2017 | ЧМ      | Таллин           | Турнир            | +2 =9 −0             | 3                |
| 2018 | ЧЕ      | Москва           | Турнир (швейц.)   | +1 =8 -0             | 14               |
| 2019 | ЧМ      | Ямусукро         | Турнир            | +8 =11 −0            | 3                |
| 2021 | ЧМ      | Таллин           | Турнир            | +1 =8 −0             | 5 в полуфинале В |
| 2022 | ЧЕ      | Кортрейк         | Турнир (швейц.)   | +2 =7 -0             | 5-7              |
| 2023 | ЧМ      | Виллемстад       | Турнир            | +3 =15 -0            | 10               |
| 2024 | ЧЕ      | Кьянчано-Терме   | Турнир (швейц.)   | +2 =7 -0             | 3                |
| 2025 | ЧМ      | Яунде            | Турнир            | +1 =11 -0 (в финале) | 3                |

## Отзывы коллег
Соотечественник Валнериса, рижанин Владимир Вигман, так охарактеризовал его:

Валнерис сущий дьявол, беспощадный и жестокий. В быту же он — милейший молодой человек, только что крылышки за спиной не растут .— В.Вигман. Потрошитель с ангельским ликом//«Бизнес & Балтия».№5 (378), 8 января 1996 года
Харьковчанин Юрий Аникеев, экс-чемпион мира на малой доске, в число десяти лучших шашистов всех времен включил Валнериса:
— Назови десятку лучших шашистов всех времен и народов? — Голландцы Т. Сейбрандс, Х. Вирсма, представители СССР А. Андрейко, И. Куперман, А. Дыбман, россияне А. Чижов, А. Шварцман, А. Георгиев. Латыш Г. Валнерис. Все они были чемпионами мира в шашки-100. В шашках-64 я бы выделил легендарного Зиновия Цирика из Харькова. 

## Интересные факты
Кумиром детства Гунтиса Валнериса был знаменитый латвийский баскетболист Валдис Валтерс, и юный Гунтис даже несколько лет писал свою фамилию как «Валнерс», чтобы она больше походила на фамилию кумира.